# Timothy Brown (juge)
Pour les articles homonymes, voir Timothy Brown et Brown.
Timothy Brown (24 février 1889 à Madison - 31 décembre 1977) était un juriste américain du Wisconsin. Il a particulièrement œuvré dans une décision déclarant inconstitutionnelle une loi qui obligeait les enfants à payer une pension alimentaire à leurs parents.

## Biographie
Né le 24 février 1889 à Madison dans le Wisconsin, il a commencé sa scolarité dans les écoles publiques de sa ville natale. Il a étudié à l'Université de Wisconsin-Madison où il a obtenu son B.A. en 1911. Plus tard, il poursuit ses études à la Faculté de droit de Harvard où il en sort diplômé d'un LL.B. en 1914. Il a exercé le droit à Milwaukee de 1914 à 1916 et Madison à partir de 1919. Il a servi dans la Marine des États-Unis durant la Première Guerre mondiale de 1917 à 1919,. En 1949, il rejoint la Cour suprême du Wisconsin et en 1962 il devient juge en chef de la Cour et prend sa retraite en 1964. Il est mort le 31 décembre 1977.